# 딜랑 바투빈시카
부두카 딜랑 바투빈시카(프랑스어: Buduka Dylan Batubinsika, 1996년 2월 15일 ~ )는 리그 1 클럽 생테티엔에서 센터백으로 활약하는 콩고 민주 공화국의 프로 축구 선수이다. 프랑스에서 태어난 그는 콩고 민주 공화국 국가대표팀에서 활약하고 있다.

## 구단 경력
바투빈스카는 어린 시절 파리 생제르맹 아카데미에서 뛰었다. 2014년에는 클럽의 2군에서 뛰기 시작했으며, 52경기에 출전해 두 골을 넣었다.
2017년 7월 13일, 바투빈시카는 벨기에 프로 리그에서 로열 앤트워프에 합류했다. 그는 4년 동안 팀에서 활약하는 동안 73번의 경기에 출전해 3골을 넣었고, 2019-20년 벨기에 컵에서 우승했다.
2021년 7월 23일, 그는 포르투갈 1부 리그인 프리메이라리가 클럽 파말리캉과 4년 계약을 체결했다.
2022년 8월 31일, 바투빈시카는 2022-23년 시즌 남은 기간 동안 이스라엘 1부 리그 리갓 하알 클럽 마카비 하이파로 임대되었으며, 계약을 영구적으로 유지할 수 있는 옵션이 있었다. 2022년 9월 3일, 그는 하포엘 베르셰바를 상대로 2-1 승리를 거두며 클럽 데뷔 전을 치렀다.
2023년 7월 21일, 리그 2의 생테티엔은 공개되지 않은 이적료로 바투빈시카와 2년 계약을 체결했다고 발표했다.

## 국가대표팀 경력
프랑스에서 태어난 바투빈시카는 콩고 민주 공화국 출신이다. 그는 콩고 민주 공화국 국가대표팀에 소집되어 2023년 아프리카 네이션스컵 예선에서 5경기를 치렀다.
2023년 12월 27일, 그는 2023년 아프리카 네이션스컵에 출전하기 위해 세바스티앵 드사브르가 선정한 24명의 콩고 선수 명단에서 선발되었다.